# Anne Hope
Anne Hope (Calcuta, 12 de junio de 1809 – Torquay, 12 de junio de 1887), de soltera Anne Fulton, fue una historiadora inglesa.

## Vida

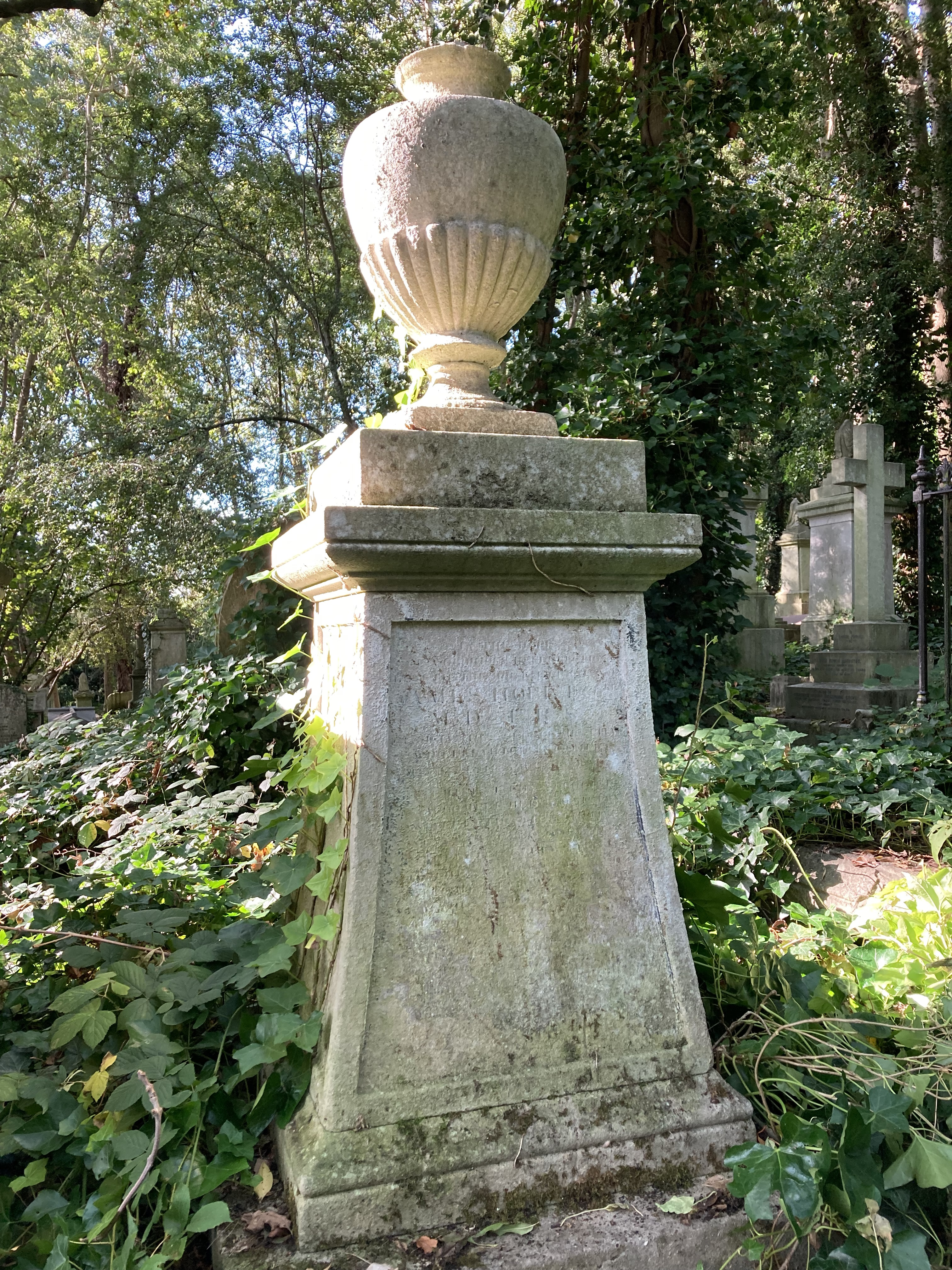
Tumba de Anne Hope en el cementerio de Highgate

Nació en Calcuta, donde su padre, John Williamson Fulton (1769–1830), era en ese momento un próspero comerciante; su madre era Anne, hija de Robert Robertson y viuda del capitán John Hunt del ejército de Bengala, y era la segunda de cuatro hijas. A temprana edad fue enviada desde la India a Lisburn, condado de Antrim, donde residía la familia de su padre. Al regreso de sus padres a casa, se instaló con ellos en Harley Street, Londres. [1]
En Londres, Fulton conoció a los amigos de su padre, Daniel O'Connell, John Lawless y otros líderes parlamentarios irlandeses. Se casó en 1831 y enviudó en 1841. Su salud la llevó a pasar un tiempo en Madeira entre 1842 y 1850. Allí estudió historia de la iglesia y en noviembre de 1850 se convirtió al catolicismo romano.
Conociendo a W. G. Ward y John Dobree Dalgairns, Hope vivió durante un tiempo en Edgbaston, para estar cerca de este último y de John Henry Newman en el Oratorio de Birmingham. Más tarde se instaló en Torquay. Aunque discapacitada permanentemente por una dolencia en la columna, continuó escribiendo.
Murió en la iglesia de St. Mary, Torquay, el 2 de febrero de 1887 y fue enterrada con su esposo James el 17 de febrero en una tumba familiar (parcela n.º 316) en el lado occidental del cementerio de Highgate.

## Obras
Anne Hope ayudó a su esposo en algunas de sus publicaciones. Después de su muerte en 1841, preparó una memoria de él, que editó el Dr. Klein Grant (1844); pasó a cuatro ediciones. Una serie de cartas sobre autoeducación que dirigió a su hijo se publicó en 1842 y se reeditó en 1846.
En 1850, Hope completó, pero no publicó, un trabajo sobre la iglesia cristiana primitiva en los primeros tres siglos d.C. Publicó en 1855 The Acts of the Early Martyrs, basada en Flores Sanctorum de Pedro de Ribadeneira, y destinada a las escuelas vinculadas al Oratorio de Birmingham. Pasó por cinco ediciones. En 1859 apareció su vida de Felipe Neri, que pronto alcanzó una tercera edición.
Hope completó una vida de Tomás Becket en 1868 y un trabajo académico sobre la Conversion of the Teutonic Race en 1872 (2 vols.); para ambas obras, Dalgairns escribió un prefacio. Escribió artículos en Dublin Review entre 1872 y 1879, respondiendo allí al ataque de James Anthony Froude a Tomás Becket en 1876. Sus Franciscan Martyrs in England aparecieron en 1878.
En 1894, Francis Aidan Gasquet editó del manuscrito de Hope su First Divorce of Henry VIII.

## Familia
En 1831, Anne Fulton se casó con James Hope, quien murió en 1841. En 1843 publicó una memoria de 22 páginas de su esposo. Theodore Hope era su único hijo.